# Gijsbertus Craeyvanger
 Gijsbertus Craeyvanger (Utrecht, 21 octobre 1810 – ibidem, 17 juillet 1895) est un peintre, dessinateur et graveur paysagiste néerlandais. 

## Biographie
Gijsbertus Craeyvanger est né le 21 octobre 1810 à Utrecht, alors rattaché à l'Empire français. Son frère  Reinier est aussi peintre, et leur père Gerardus est musicien.
Gijsbertus étudie à l'Académie royale des beaux-arts d'Amsterdam, où il est élève de Jan Willem Pieneman, parmi d'autres.

## Galerie

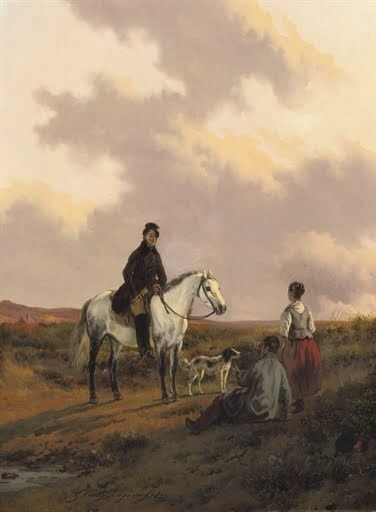
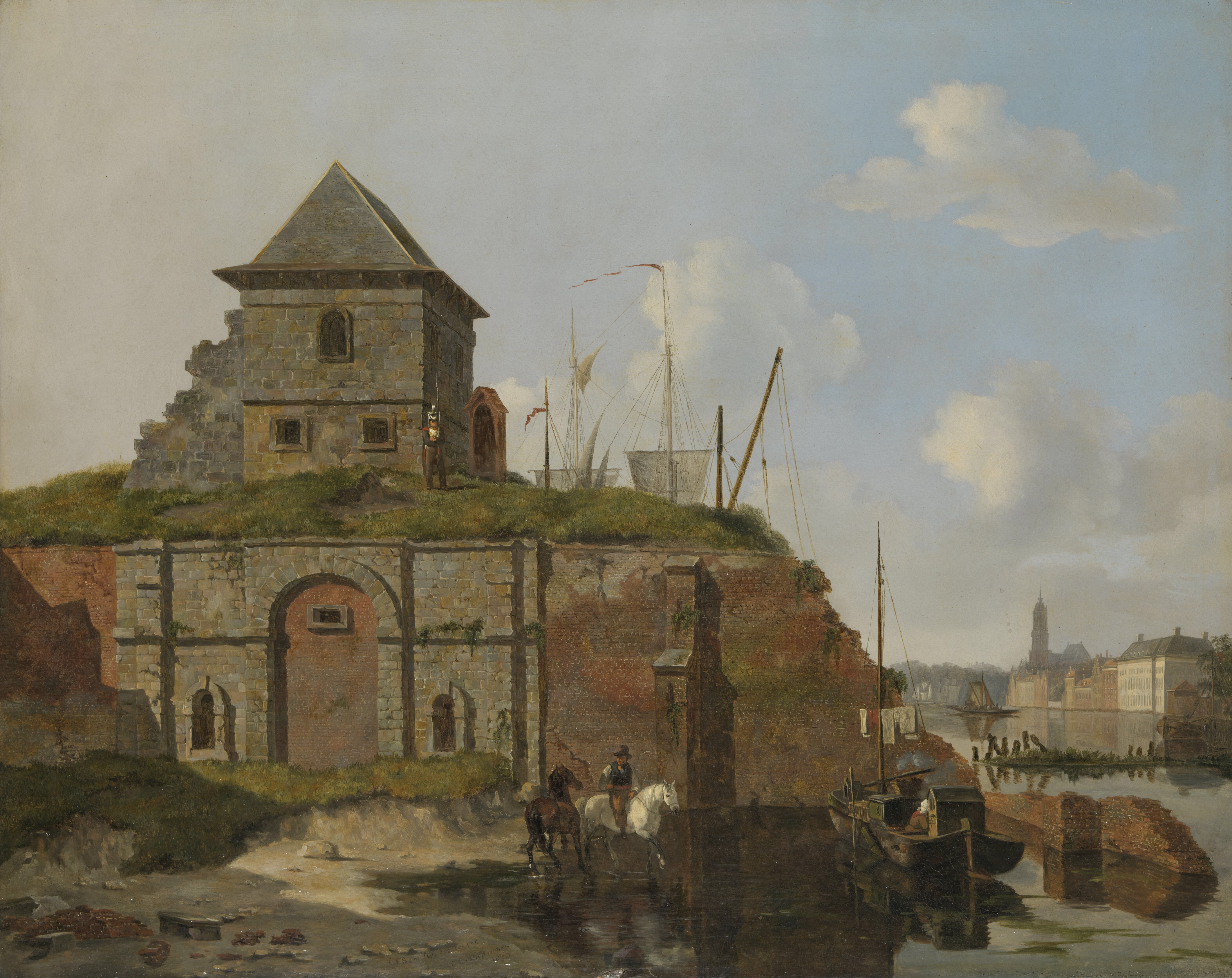
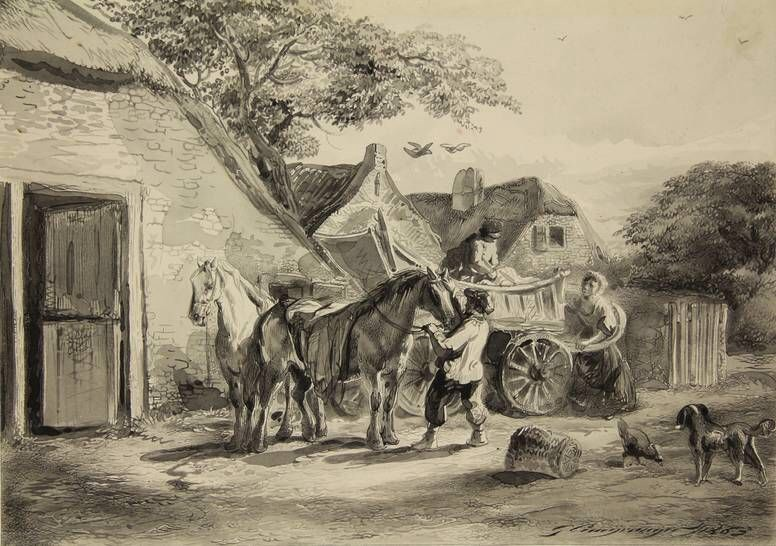